# Glyphostoma canfieldi
Glyphostoma canfieldi é uma espécie de gastrópode do gênero Glyphostoma, pertencente a família Conidae.